# Criterio de Smith
El criterio de Smith (a veces llamado criterio generalizado de Condorcet, pero esto puede tener otros significados) es un criterio para los sistemas de votodefinido porque se satisface cuándo el sistema electoral siempre elige un candidato que está en el conjunto de Smith, el cual es el subconjunto no vacío más pequeño que comprende los candidatos tal que cada uno de ellos en el subconjunto es preferido mayoritariamente sobre cualquier otro candidato que no esté en el subconjunto. (Un candidato X será preferido mayoritariamente sobre otro candidato Y si, en una competencia entre X & Y, el número de votantes que prefierena X sobre Y supera el número de votantes que prefieren a Y sobre X.) 
El conjunto de Smith se llama así por el matemático John H Smith, cuya versión del criterio de Condorcet es de hecho más fuerte que aquello definido encima para funciones de bienestar social.  Benjamin Ward fue probablemente el primero en tratar sobre este conjunto, al cual llamó "conjunto de mayoría".
El conjunto de Smith puede calcularse con el Algoritmo de Floyd-Warshall en tiempo Θ(n3) o el algoritmo de Kosaraju en tiempo Θ(n2).
Cuando hay un ganador por el método de Condorcet —un candidato que es preferido mayoritariamente sobre todos los demás candidatos— el conjunto de Smith consta de ese solamente candidato. Aquí hay un ejemplo en que hay ganador no Condorcet:
Hay cuatro candidatos: A, B, C y D.
40% de los votantes ordenan D>A>B>C.
35% de los votantes B>C>A>D.
25% de los votantes C>A>B>D.
El conjunto de Smith es {A,B,C}. Los tres candidatos del conjunto de Smith son mayoritariamente prefiridos sobre D (porque el 60% ordenan cualquiera de ellos por encima de D). El conjunto de Smith no es {A,B,C,D} porque la definición pide el subconjunto más pequeño que satisfaga las demás condiciones. El conjunto de Smith no es {B,C} porque B no es mayoritariamente preferido sobre A; 65% ordenan A encima B. (Etc.)
| pro\con | Un | B  | C  | D  |
| ------- | -- | -- | -- | -- |
| Un      | —  | 65 | 40 | 60 |
| B       | 35 | —  | 75 | 60 |
| C       | 60 | 25 | —  | 60 |
| D       | 40 | 40 | 40 | —  |
| max opp | 60 | 65 | 75 | 60 |
| minimax | 60 |    |    | 60 |

En este ejemplo, bajo minimax, A y D empaten; debajo Smith/Minimax, A gana.
El conjunto de Smith es también llamado el ciclo superior. En el ejemplo encima, los tres candidatos en el conjunto de Herrero son en un ciclo de mayoría de "piedra, papel o tijera": A está ordenado sobre B por una 65% mayoría, B está ordenado encima C por una 75% mayoría, y C está ordenado sobre A por una 60% mayoría. Pero el término ciclo superior puede ser un poco engañoso, porque el conjunto de Smith puede contener candidatos entre quiénes no hay ciclo. Por ejemplo, cuándo hay un Condorcet ganador, él no tiene ciclo con cualesquier alternativas, y cuándo el conjunto de Smith consiste solamente de dos alternativas que lazan por pares, el dos no tienen ciclo con cualesquier alternativas.

## Otros criterios
Cualquier método de elección que cumple con el criterio de Smith también cumple con el criterio de Condorcet, porque si hay un Condorcet ganador, entonces es el candidato único en el conjunto de Herrero. Evidentemente, esto significa que fallar el criterio de Condorcet automáticamente supone fallar también en el criterio de Smith.  Además, tales conjuntos cumplen  con el perdedor según el Criterio de Condorcet. Esto es notable, porque incluso algunos Condorcet métodos no lo cumplen (Minimax).  También implica el criterio de mayoría mutua, porque el conjunto de Smith es un subconjunto del conjunto MMC.
El conjunto de Smith y el conjunto de Schwartz a veces se confunde en la literatura. Miller (1977, p. 775) cita GOCHA como un nombre alternativo para el conjunto de Smith, pero de hecho se refiere al conjunto de Schwartz.  El conjunto de Schwartz es de hecho un subconjunto del conjunto de Smith (e igual a él si no hay empates a pares entre los miembros del conjunto de Smith).

## Métodos que cumplen
El criterio de Smith se satisface por Pares de Ranked, método de Schulze, método de Nanson, el método de Reglas del Robert para votar en enmiendas & de movimientos, y muchos otros métodos.
Los métodos que fallan en el criterio de Condorcet también fallan en el criterio de Smith. Algunos métodos tipo Condorcet, como Minimax, también fallan en el criterio de Smith.
Los métodos que fallan el criterio de Herrero puede ser modificados para satisfacerlo (normalmente a expensas de otros criterios). Una manera es aplicar el método de voto solamente al conjunto de Smith. (En otras palabras, empieza por eliminar los candidatos que quedan fuera del conjunto de Smith de los votos.) Por ejemplo, el método de voto Smith/Minimax es la aplicación de Minimax a los candidatos del conjunto de Smith. Otra manera es elegir el miembro Smith que está más arriba en la clasificación del método de voto.

## Ejemplos

### Minimax
Criterio de mayoría mutua#Minimax
El criterio de Smith implica el criterio de mayoría mutua, por tanto el fracaso de Minimax del criterio de mayoría mutua también es un fracaso del criterio de Smith. Observa que el conjunto S = {A, B, C} en el ejemplo es el conjunto de Smith y D es el Minimax ganador.